# 광기억 장치

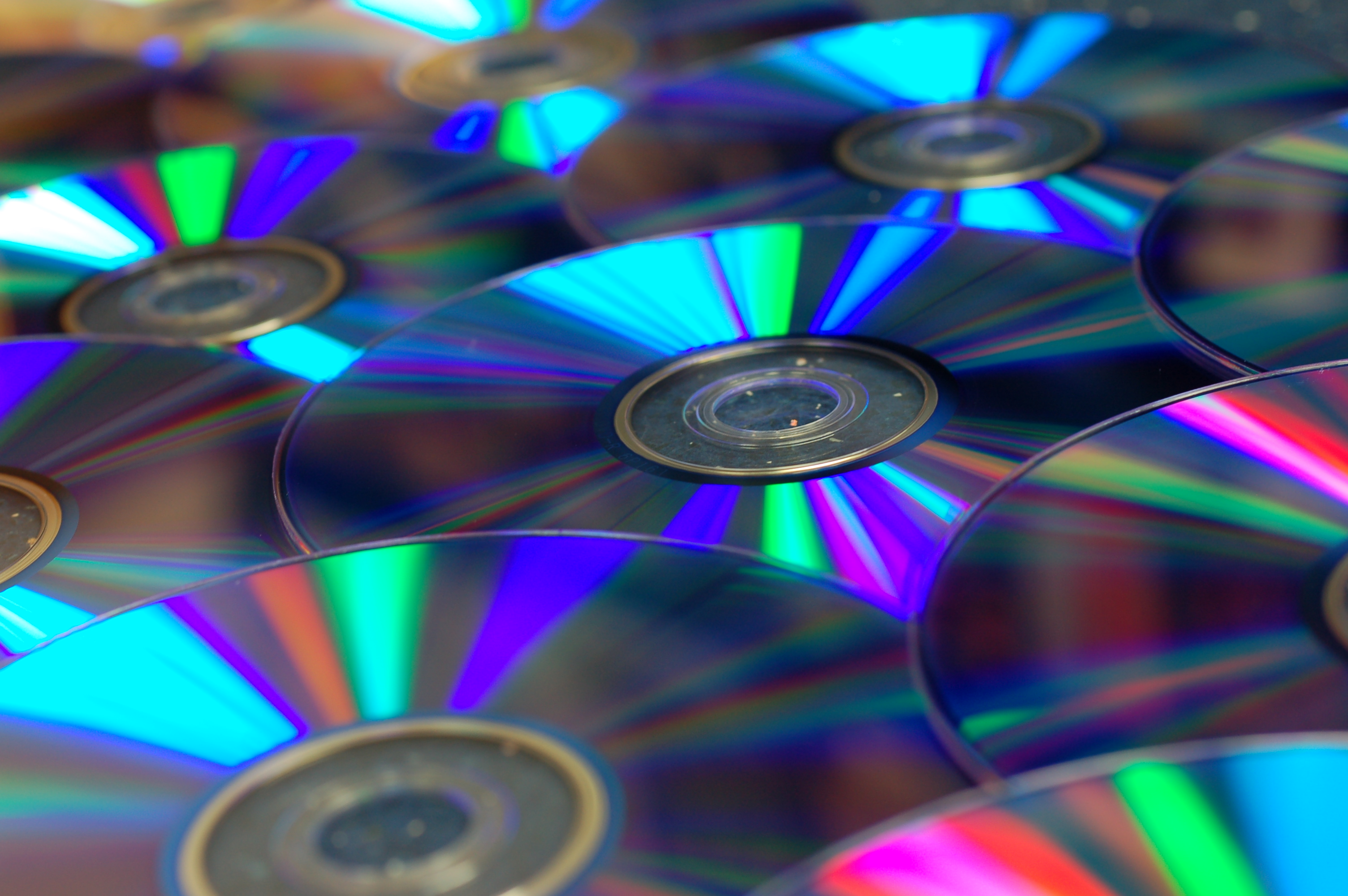
기록 가능한 광 데이터 캐리어

광기억 장치, 광저장 장치 또는 옵티컬 스토리지(optical storage)는 빛을 사용하여 기본 광 매체에 데이터를 읽거나 쓰는 데이터 스토리지 시스템의 한 종류이다. 시간이 지남에 따라 여러 광학 형식이 사용되었지만, 가장 일반적인 예시는 콤팩트 디스크(CD) 및 디지털 다용도 디스크(DVD)와 같은 광 디스크이다. 읽기 및 쓰기 방식도 시간이 지남에 따라 다양했지만, 대부분의 현대 시스템은 2023년 기준 레이저를 광원으로 사용하고 디스크를 읽고 쓰는 데 모두 사용한다. 브리태니커는 "저전력 레이저 빔을 사용하여 디지털(이진) 데이터를 기록하고 검색한다"고 언급한다.

## 개요
광 저장은 광학적으로 읽을 수 있는 매체에 데이터를 저장하는 것이다. 데이터는 일반적으로 회전하는 광 디스크에 정밀하게 초점을 맞춘 레이저 빔과 같은 빛의 도움으로 다시 읽을 수 있는 패턴으로 표시하여 기록된다. 컴퓨터를 사용하지 않는 광 저장의 오래된 예시는 마이크로폼이다. 광학적으로 데이터를 저장하는 다른 수단이 있으며 새로운 방법이 개발 중이다. 광학 디스크 드라이브는 CD-ROM 또는 DVD 및 블루레이 디스크와 같은 다른 광 디스크를 읽을 수 있는 컴퓨터의 장치이다. 광 저장은 플로피 디스크 및 하드 디스크 드라이브와 같은 자기 또는 플래시 메모리와 같은 반도체와 같은 다른 기술을 사용하는 다른 데이터 저장 기술과 다르다.
디스크 형태의 광기억 장치는 콤팩트 디스크에 실시간으로 기록할 수 있는 기능을 제공한다. 콤팩트 디스크는 더 높은 음질과 디지털 사운드를 재생할 수 있는 기능과 같은 오디오 테이프 플레이어에 비해 많은 장점을 가지고 있었다. 광기억 장치는 또한 친환경적인 특성과 고에너지 효율성으로 중요성을 얻었다.
광기억 장치는 단일 CD-ROM을 읽는 단일 드라이브에서 광학 주크박스와 같이 여러 디스크를 읽는 여러 드라이브에 이르기까지 다양할 수 있다. 단일 CD(콤팩트 디스크)는 약 700 메가바이트를 저장할 수 있으며 광학 주크박스는 훨씬 더 많이 저장할 수 있다. 단일 레이어 DVD는 4.7GB를 저장할 수 있으며, 이중 레이어는 8.5GB를 저장할 수 있다. 디스크 양면에 읽을 수 있는 표면을 만들어 DVD를 양면으로 만들면 9.4GB와 17GB로 두 배가 될 수 있다. HD DVD는 단일 레이어로 15GB, 이중 레이어로 30GB를 저장할 수 있었다. HD DVD를 물리치고 HDTV 광학 포맷 전쟁에서 승리한 블루레이 디스크는 단일 레이어의 경우 25GB, 이중 레이어의 경우 50GB, 쿼드 레이어 디스크의 경우 최대 128GB를 저장할 수 있다. 광 저장에는 CD와 DVD가 포함된다.

## 역사
IBM은 컴퓨터 초기 역사 대부분 동안 광 저장 시스템 개발의 선두 주자였다. 1959년에는 러시아어 170,000 단어와 구문 및 영어 번역본을 담은 광 디스크를 사용하는 자동 언어 번역기를 설치했다. 1961/2년에는 일반적인 백열등을 광원으로 사용하고 광전지를 검출기로 사용하여 작은 사진 슬라이드를 읽는 IBM 1360을 도입했다. 별도의 시스템은 전자총을 사용하여 슬라이드에 데이터를 기록하여 읽기/쓰기 시스템으로 만들었다. 완전히 확장된 1360은 약 0.5테라비트의 데이터를 저장할 수 있었고 준 무작위 접근을 허용했다. 유사한 타사 시스템은 포토멤 FM 390이었다.
주로 디스크 형태의 다양한 광학 매체는 1960년대와 70년대 대부분 동안 자기 저장과 경쟁했지만, 널리 사용되지는 못했다. 반도체 레이저의 도입은 저장 밀도와 비용 면에서 광 저장을 더 실용적으로 만드는 데 필요한 기술을 제공했다. 가격이 소비자 제품에 사용될 수 있을 정도로 떨어졌고, 이는 1978년 아날로그 레이저디스크 형식의 도입으로 이어졌다. 이는 1982년 8월 디지털 오디오 오디오/음악 CD의 도입으로 이어졌고, 이 매체에 데이터 기록을 표준화하려는 노력으로 곧 이어졌다. 이것은 1985년 "옐로우 북"으로 소개되었으며, CD-ROM으로 알려지게 되었다.
1983년, 필립스는 업계 컨퍼런스에서 자기-광학 드라이브 기술에 대한 초기 연구를 발표했다. 이것은 레이저를 사용하여 저장 매체를 가열하여 자기장에 민감하게 만들었고, 하드 디스크 드라이브와 유사한 전자석을 사용하여 내부 재료를 재정렬하여 데이터를 기록했다. 읽기 시에는 기존 광학 드라이브처럼 작동했으며, 레이저는 디스크를 가열하기에는 너무 낮은 에너지 수준에서 작동했다. IBM이 IBM PC의 미래 버전에 이것을 사용할 것이라는 소문이 한동안 흔했지만, 아무것도 나오지 않았다. 캐논은 3.5인치 플로피 디스크에 사용되는 것과 유사한 재킷에 포장된 버전을 출시했다. 1985년에 출시되었지만, 1988년에 넥스트 컴퓨터의 핵심이 되기 전까지는 주요 용도를 찾지 못했다. 이 디자인의 변형은 1990년대 내내 소개되었지만, 소니의 미니디스크 형식이 어느 정도 성공을 거두었음에도 불구하고 일본 외에서는 큰 인기를 얻지 못했다.
1988년, "오렌지 북"은 기존 CD 형식에 한 번 쓰기 형식인 CD-WO를 추가했다. 이 미디어는 기존 CD 드라이브와 호환되어 음악과 데이터를 기록한 다음 기존 드라이브에서 읽을 수 있었다. 시간이 지남에 따라 이것은 CD-R로 알려지게 되었다. 1990년, 오렌지 북은 CD 물리 형식의 자기-광 재기록 버전인 CD-MO를 추가했는데, 이는 주로 디스크가 재킷에 둘러싸여 있지 않다는 점에서 이전 MO 시스템과 달랐다. 이 형식은 거의 사용되지 않았다. 드라이브 및 미디어의 지속적인 개선으로 1997년에 디스크를 쓰고, 지우고, 다시 쓸 수 있는 CD-RW 형식이 추가되었다. 이 형식은 CD-R과 같이 오래된 CD 드라이브와는 호환되지 않지만, CD-RW 사용이 확산됨에 따라 2000년대에 CD-RW를 읽을 수 있는 읽기 전용 드라이브가 일반화되었다.
광학 미디어는 1996년 DVD의 도입으로 또 다른 큰 발전을 이루었는데, 이는 CD가 음악에 비유되는 것과 마찬가지로 비디오에 비유될 수 있었다. 원래 "디지털 비디오 디스크"로 알려졌으나, 컴퓨터 저장에도 유용하다는 것을 나타내기 위해 출시 전에 "디지털 다용도 디스크"로 이름이 변경되었다. 시간이 지남에 따라 DVD는 CD와 유사한 패턴을 따랐다. 파이오니아는 1997년에 기존 DVD 드라이브에서 읽을 수 있는 한 번 쓰기 형식인 DVD-R을 도입했다. 그러나 2002년에 두 번째 한 번 쓰기 형식인 DVD+R이 등장하여 듀얼 포맷 드라이브가 일반화되기 전까지 짧은 포맷 전쟁으로 이어졌다. 읽기-쓰기 형식인 DVD-RW는 1999년에 도입되었지만, 이전 CD와 마찬가지로 "일반" DVD 드라이브로 읽을 수 없었다. 시간이 지남에 따라 개선되어 대부분의 최신 DVD 드라이브가 이러한 미디어를 모두 읽을 수 있게 되었다.
이 시대의 또 다른 기술적 개선은 파란색 및 근자외선 스펙트럼에서 작동하는 고주파 반도체 레이저의 도입이었다. 이러한 짧은 파장은 기본 미디어의 개선과 결합되어 훨씬 더 많은 데이터를 디스크에 저장할 수 있게 했다. 2000년대 초 고선명 텔레비전의 광범위한 도입과 함께 훨씬 더 큰 고해상도 비디오 파일을 저장할 수 있는 매체의 필요성이 문제가 되었고, 이는 HD DVD와 블루레이라는 두 가지 경쟁 표준으로 이어졌다. 전자는 기존 DVD 생산 장비로 생산할 수 있었지만 (초기에) 더 낮은 해상도 비디오 형식(및 더 적은 데이터 저장)을 제공했으며, 후자는 새로운 생산 장비를 필요로 했지만 1080p 지원을 제공했다. 시간이 지남에 따라 블루레이가 고선명 광 디스크 포맷 전쟁에서 승리했으며, 도시바는 2008년 2월 19일 HD DVD 철수를 발표했다. 이는 시장이 스트리밍 서비스로 빠르게 이동하면서 피로스의 승리로 판명되었다. 블루레이는 기술적 품질 면에서 스트리밍 서비스보다 여전히 선호되지만, 2023년 기준 현재 시장 점유율은 미미하다.
2023년 기준, 블루레이는 널리 사용되는 마지막 주요 광학 형식이다. 초고속 인터넷의 속도가 계속 증가하면서 미디어 및 비디오 게임의 배포 매체로서의 많은 역할을 대체했으며, 2010년대에 플래시 메모리 가격이 급락하면서 읽기-쓰기 형식의 아카이빙 역할에서도 마찬가지였다. 새로운 광학 표준의 기반으로 여러 새로운 기술이 제안되었지만, 널리 사용되지는 않았다. 여기에는 다음이 포함된다.
- 2003년에 도입되었지만 아직 상업적으로 사용되지 않는 홀로그래피 디스크 (HVD)
- 밀도를 약 두 배로 늘릴 수 있는 210나노미터 자외선 레이저[18]
- 여러 층의 미디어를 가지고 있어 블루레이 용량의 여러 배를 저장하는 3D 광학 데이터 저장
- 수천 년 단위의 장기 데이터 저장을 주로 목표로 하는 5D Glass disk
- 근접장 광학
- 고체 침수 광학 (극도로 높은 개구수 허용).
- UV 또는 엑스선과 같은 매우 짧은 파장을 사용하는 디스크.
- 레이어 선택 디스크 (LS-R).
- 다단계 기술.
- 단일 트랙에 여러 채널을 저장할 수 있는 복잡한 피트 모양.
- 파장 다중화 기술.

광 저장 기술 협회(OSTA)는 기록 가능한 광 데이터 저장 기술 및 제품의 사용을 촉진하기 위해 설립된 국제 동업 조합이었다.

## 같이 보기
- 광학 미디어 보존
- 5D Glass disk (버블그램에 사용된 것과 유사한 기술을 사용하는 광 저장 방법)
- 3D 광학 데이터 저장